# Brentwood (New Hampshire)
Pour les articles homonymes, voir Brentwood.
La ville de Brentwood est située dans l’État du New Hampshire, aux États-Unis. Elle est l’un des deux sièges du comté de Rockingham avec la ville d’Exeter. Sa population s’élevait à 4 486 habitants lors du recensement de 2010, estimée à 4 680 habitants en 2017.